# Kola Escocesa
Kola Escocesa är en kraftigt rödfärgad läskedryck från Peru. 
Drycken tillverkas av Empresa-Yura-S.R.L som har sitt högkvarter i staden Yura. Kola Escocesa har producerats sedan 1950 och använder mineralvatten från företagets egen vattenkälla. Drycken säljs vanligtvis i PET-flaskor innehållande 60 cl eller 1,5 l. Tillsammans med Kola Inglesa som också säljs främst i Peru kallas de "den röda colan".